# 浜咲恵利
浜咲 恵利（はまさき えり、1991年10月11日 - ）は、日本のAV女優。沖縄県（離島部）出身。
身長:156cm。スリーサイズ:B148(p)・W99・H101cm。

## 略歴・人物
2012年3月、アダルトビデオメーカー・シネマユニット・ガスの専属女優としてデビュー。129cm・Oカップ（デビュー時はNカップだった）の爆乳女優である。

## 出演作品

### アダルトDVD
2012年
- 爆乳えり 129L 恥ずかしがりの田舎っ娘 感じると豹変（3月17日、シネマユニット・ガス）
- Nカップになっちゃった セックス三昧6発＋1（5月19日、シネマユニット・ガス）
- 巨大乳房のパイズリ 浜咲恵利 129cm Nカップ こだわりの挟射10発＋1（8月18日、シネマユニット・ガス）
- 爆乳とホテルにしけ込んでモミモミ 本イキ129cm-Nカップ（10月20日、シネマユニット・ガス）

2013年
- W超乳 そら＆恵利（1月19日、シネマユニット・ガス）共演:七海うみ
- 宅配パイズリソープ 129 Nカップ（4月20日、シネマユニット・ガス）
- 100cm以上の爆乳撮りおろし! パイズリ&セルフ乳首舐めオナニー+母乳人妻（6月22日、シネマユニット・ガス）他出演:杏美月、山田ももか、美波じゅん、かじか凛、沙月なゆ、あや、浅野しずく、さえこ、はねだ亜紀
- 爆乳ベスト2013 4時間 19人のベストシーンすべて見せます（12月21日、シネマユニット・ガス）他出演:美波じゅん、ももい理乃、さくら悠、しのだ芽衣、meru、風音りん、星咲まりの、姫乃さら、桜木美央、山崎美雨、沙月なゆ、深田あみ、七空うみ、夢野怜子、松崎なな、杉田りおな

2014年
- 痴虐大満乳（4月24日、イズム）
- 超絶爆乳 129cm Nカップ（6月6日、MUCCI）
- どすこい陵辱（6月20日、プールクラブ・エンタテインメント）
- 超爆乳＆腿尻サロン（6月20日、プールクラブ・エンタテインメント）共演:藍沢ましろ
- 爆乳尻虐夜這い 2（6月25日、イズム）他出演:咲波そら、天宮真咲希、岸川ひろみ、ソフィア・ローズ、ERIKA
- 重圧痴女（7月20日、レイディックス） 共演:折原ゆかり、富沢みすず、峰岸ふじこ、仁美麗華、涼本清美

2015年
- 爆乳肉欲温泉 わたしが好きな男（2月1日、シネマユニット・ガス）共演:富沢みすず
- デカブラBEST4時間（2月1日、シネマユニット・ガス）他出演:上原花、美波じゅん、富沢みすず、松崎なな、三枝ゆきな、志紋ELLE、沙月なゆ、黒咲ひな